# Urbain-René-Thomas Le Bouvier-Desmortiers
Urbain-René-Thomas Le Bouvier des Mortiers, seigneur de la Ragotière, est un homme de lettres français, premier biographe de Charette. Il est né le 1er mars 1739 à Nantes et mort le 11 mars 1827 dans la même ville.

## Biographie
Urbain-René-Thomas Le Bouvier des Mortiers est le fils de René Le Bouvier, seigneur des Mortiers et de la Ragotière, conseiller à la Chambre des comptes de Bretagne, et de Marie-Laure Galbaud du Fort.
Il est issu d'une famille de la bourgeoisie angevine et devient maître aux comptes et grand propriétaire terrien.
Conseiller-maître et maître des requêtes à la Chambre des comptes de Bretagne, il en est député à la Cour en 1774 pour féliciter Louis XVI de son avènement.
À Paris, il suivit les cours de Sage et de Fourcroy, et se constitua un riche cabinet de physique.
Favorable à la Révolution en 1789, il se rallie au camp vendéen en 1793 et dirige les moulins à poudre de Mortagne. Charette lui aurait sauvé la vie à deux reprises durant la guerre de Vendée, mais dans des circonstances inconnues. En décembre 1793, il s'embarque à Noirmoutier pour la Grande-Bretagne. Il regagne la France en 1796 et se retire de toute activité politique.
En 1809, en réponse à l'Histoire de la guerre de Vendée et des Chouans d'Alphonse de Beauchamp, Le Bouvier-Desmortiers publie sa Réfutation des calomnies publiées contre le général Charette: commandant en chef les armées catholiques et royales dans la Vendée,. Il a accès notamment aux mémoires de Lucas de La Championnière, dont il recopie des passages entiers.
En 1809, son premier ouvrage est rapidement censuré par la police de Fouché et Le Bouvier-Desmortiers passe trois jours en prison. Entre 1818, sous la Restauration, il publie sa Vie du général Charette, qui connait plusieurs rééditions jusqu'en 1832. Il s'en prend également violemment à la marquise La Rochejaquelein, dont les Mémoires, assure-t-il, « sont le cloaque de tous les libelles vomis contre ce général par les écrivains révolutionnaires qu'elle a copié mot pour mot, et auxquels elle en a rajoutés de sa façon qui les rendent plus atroces ».
Il était membre de la Société des observateurs de l'homme.
En 1820, il fait hommage à Louis XVIII du buste en marbre de Charette.

## Travaux
- Epître à une dame qui allaite son enfant, pièce qui a concouru pour le prix de l'Académie françoise en 1766 (1766)
- Mémoires philosophiques, historiques, physiques, concernant la découverte de l'Amérique, ses anciens habitans, leurs mœurs, leurs usages, leur connexion avec les nouveaux habitans, leur religion ancienne & moderne, les produits des trois règnes de la Nature, & en particulier les mines, leur exploitation, leur immense produit ignoré jusqu'ici, Volume 1 (avec Antonio de Ulloa, 1787)
- Coup d'œil sur l'Auvergne, ou Lettre à M. Per... [Perron], avocat au Parlement de Paris par M. Le B... D...  (1789)
- Mémoire ou considérations sur les sourd-muets de naissance et sur les moyens de donner l'ouïe et la parole à ceux qui en sont susceptibles (1799)
- Recherches sur la décoloration spontanée du bleu de Prusse, et sur le retour spontané de cette couleur (1801)
- Réfutation des calomnies publiées contre le général Charette: commandant en chef les armées catholiques et royales dans la Vendée. Extrait d'un manuscrit sur la Vendée, Volumes 1 à 2 (1809)
- Vie du général Charette, commandant en chef les armées catholiques et royales dans la Vendée et dans tous les pays insurgés (1809)
- Examen des principaux systèmes sur la nature du fluide électrique: et sur son action dans les corps organisés et vivants (1813)
- Supplément à la Vie du général Charette,... Extrait d'un manuscrit sur la Vendée (1814)
- Examen de la Charte constitutionnelle de 1814 (1815)
- Lettres aux auteurs anonymes de l'ouvrages intitulé: victoires, conquêtes, désastres, revers et guerres civiles des Français (1818)
- Babioles d'un vieillard (1818)
- Correspondance de M. le comte Arthur de Bouillé et de M. Le Bouvier-Desmortiers, concernant la gloire militaire de M. de Bonchamps, général vendéen (1819)
- Notice sur M. Le Compte (attribuée à U.-R.-T. Le Bouvier-Desmortiers et suivie d'une fable) en ligne sur Gallica

### Sources
- Alain Gérard, Les Vendéens des origines à nos jours, La Roche-sur-Yon, Centre vendéen de recherches historiques, 2001, 508 p. (ISBN 978-2911253126).
- Jean-Clément Martin, La Vendée de la mémoire : 1800-2018, Perrin, 2019 (1re éd. 1989), 368 p. (ISBN 978-2262081409).
- Thérèse Rouchette, « Charette sous le regard des siens », dans Jean-Clément Martin et Alain Chantreau (dir.), Charette : l'intinéraire singulier d'un chef vendéen héroïque, Ouest éditions, coll. « Documents et enquêtes : Centre de recherches sur l'histoire du monde atlantique. Université de Nantes », 1996, 180 p. (ISBN 978-2908261257).
- Thérese Rouchette, Charette, Centre vendéen de recherches historiques, 2007, 128 p. (ISBN 978-2911253355).